# シドニー国際ピアノコンクール
シドニー国際ピアノ・コンクール（英: Sydney International Piano Competition）は、1977年より始まり、1988年からは4年毎にオーストラリアのシドニーで開催されている、オーストラリアで最も権威のあるピアノコンクール。

## 概要
世界各地で催されるオーディションで選ばれた32名の参加者が、10日間にわたる4回のステージで最終的に6名に絞られ、ファイナルがシドニー・オペラハウスで行われる。参加年齢は17歳から30歳まで。
2023年の公式ピアノはFAZIOLIとシゲルカワイとハンブルク・スタインウェイであった。

## 主な入賞者
過去の優勝者などについては、公式ウェブサイトに掲載されている。

### 第1回（1977年）
- 第1位 イリーナ・プロトニコヴァ（英語版）（ソ連）
- 第2位 スヴェトラーナ・ナヴァサルジャン（英語版）（ソ連）
- 第3位 アンドレ・ラプラント（英語版）（カナダ）
- 第4位 マリオアラ・トリファン（英語版）（アメリカ）
- 第5位 フィリップ・フォーク（イギリス）
- 第6位 マナナ・ドイジャシヴィリ（英語版）（ソ連）

### 第2回（1981年）
- 第1位 チア・チョウ（英語版）（台湾出身/カナダ国籍）
- 第2位 エンドレ・ヘゲドゥシュ（英語版）（ハンガリー）
- 第3位 キャサリン・ヴィッカース（英語版）（カナダ）
- 第4位 ダニエル・ブルメンタール（英語版）（アメリカ）
- 第5位 デイヴィッド・オーウェン・ノリス（英語版）（イギリス）
- 第6位 Liora Ziv-Li（イスラエル）

### 第3回（1985年）
- 第1位 ドゥ・ニン=ウ（中国）
- 第2位 ベルント・グレムザー（西ドイツ）
- 第3位 トーマス・ドゥイス（英語版）（西ドイツ）
- 第4位 エドゥアルドゥス・ハリム（英語版）（インドネシア）
- 第5位 Arnan Weisel（イスラエル）
- 第6位 ウエリ・ウィゲット（英語版）（スイス）

### 第4回（1988年）
- 第1位 アレクサンダー・コルサンティア（英語版）（ソ連）
- 第2位 リッカルド・ザドラ（英語版）（イタリア）
- 第3位 エドゥアルドゥス・ハリム[注釈 2]（インドネシア）
- 第4位 サラ・デイヴィス・ビュクナー（英語版）（アメリカ）
- 第5位 セルゲイ・イェロキン（Сергей Ерохин、ソ連）
- 第6位 フィリップ・ショフク（オーストラリア）

### 第5回（1992年）
- 第1位 コン・シャントン（英語版）（中国）
- 第2位 オリヴィエ・カザール（フランス）
- 第3位 ダンカン・ギフォード（英語版）（オーストラリア）
- 第4位 有森博（日本）
- 第5位 アンナ・マリコヴァ（英語版）（ロシア）
- 第6位 ヴィタリー・サモシュコ（英語版）（ウクライナ）

### 第6回（1996年）
- 第1位 セルゲイ・タラソフ（ロシア）
- 第2位 高雄有希（日本）
- 第3位 ロベルト・コミナーティ（イタリア語版）（イタリア）
- 第4位 クリスティアーノ・ブラート（Cristiano Burato、イタリア）
- 第5位 ミハイル・ヤノヴィツキー（Михаил Яновицкий、ロシア/アメリカ）
- 第6位 ドミトリー・グリゴリエヴィッチ（Дмитрий Григорьевич、ロシア）

### 第7回（2000年）
- 第1位 マリーナ・コロミーツェヴァ（Марина Коломийцева、ロシア）
- 第2位 上原彩子（日本）
- 第3位 エフゲニー・ウハーノフ（英語版）（ロシア）
- 第4位 アレクセイ・ヴォロディン（英語版）（ロシア）
- 第5位 ヴェラ・カメネヴァ（Каменева Вера Сергеевна、ロシア）
- 第6位 ヘンリー・ウォン・ドゥー（Henry Wong Doe、ニュージーランド）

### 第8回（2004年）
- 第1位 ジョン・チェン（英語版）（マレーシア出身/ニュージーランド）
- 第2位 レム・ウラシン（英語版）（ロシア）
- 第3位 ダニエル・デ・ボラ（Daniel de Borah、オーストラリア）
- 第4位 島田彩乃（日本）
- 第5位 アレクサンドル・ルビャンツェフ（英語版）（ロシア）
- 第6位 ホワン・チューファン（フランス語版）（中国）

### 第9回（2008年）
- 第1位 コンスタンティン・シャムライ（英語版）（ロシア）
- 第2位 タチアナ・コレソヴァ（Татьяна Колесова、ロシア）
- 第3位 ラン・ダンク（英語版）（イスラエル）
- 第4位 佐藤卓史（日本）
- 第5位 北村朋幹（日本）
- 第6位 エリック・ズーバー（英語版）（アメリカ）

### 第10回（2012年）
- 第1位 エイヴァン・ユー（英語版）（カナダ）
- 第2位 ニコライ・ホジャイノフ（ロシア）
- 第3位 ドミトリー・オニシェンコ（Дмитрий Онищенко、ウクライナ）
- 第4位 ミハイル・ベレストネフ（Михаил Берестнев、ロシア）
- 第5位 ハオ・チュウ（中国）
- 第6位 ターニャ・ガブリーリャン（Tanya Gabrielian、アメリカ）

### 第11回（2016年）
- 第1位 アンドレイ・ググニン（wikidata）（ロシア）
- 第2位 アルセニー・タラセヴィチ・ニコラエフ（英語版）（ロシア）
- 第3位 モイェ・チェン（陈默也、中国）
- 第4位 ケネス・ブロバーグ（英語版）（アメリカ）
- 第5位 オクサナ・シェフチェンコ（英語版）（カザフスタン）
- 第6位 ジアニン・コン（中国）

### 第12回（2021年）
- 第1位 アレクサンダー・ガジェヴ（イタリア/スロベニア）
- 第2位 アルチョム・ヤシンスキー（ドイツ語版）（ウクライナ）
- 第3位 カルヴィン・アブディエル（オーストラリア/インドネシア）
- 第4位 アリス・ブルラ（カナダ）
- 第5位 アダム・バログ（Ádám Balogh、ハンガリー）
- 第6位 太田糸音（日本）

### 第12回（2023年）
- 第1位 ジョンファン・キム（Jeonghwan Kim、韓国[4]）
- 第2位 ウラジスラウ・ハンドーヒ（Uladzislau Khandohi、ベラルーシ[5]）
- 第3位 ユンユン・グオ（郭蓉蓉、中国）
- 第4位 ユアンファン・ ヤン（杨远帆、イギリス）
- 第5位 ウィノナ・ワン（王一诺、中国）
- 第6位 ヴィタリー・スタリコフ（Виталий Стариков、ロシア）